# Provincia Litoral, Guineea Ecuatorială
Provincia Litoral este una dintre cele 7 unități administrativ-teritoriale de gradul I ale statului Guineea Ecuatorială.